# Imperi Otomà
|  | «otomans» redirigeix aquí. Vegeu-ne altres significats a «dinastia Osman». |

L'Imperi Otomà (1299-1923) va ser un estat multiètnic i multiconfessional governat per la Dinastia d'Osman, la forma catalanitzada històrica de la qual dona otomà. Era conegut com l'Imperi turc o Turquia pels seus contemporanis. Va ser succeït per la República de Turquia, que va ser oficialment proclamada el 23 d'octubre del 1923. S'autoanomenava Devlet-i Âliye (‘Estat Suprem’). Com que el seu govern rebia el nom de Bab-ı Âli, ‘la Sublim Porta’, a Occident també era conegut simplement com la Porta. Fou l'últim califat.
En la seva màxima esplendor, entre els segles xvi i xvii, s'expandia per tres continents, controlant una vasta part del sud-est europeu, l'Orient Pròxim i el nord d'Àfrica, limitant a l'oest amb el Marroc, a l'est amb la mar Càspia i al sud amb Sudan, Eritrea, Somàlia i Aràbia. L'Imperi Otomà tenia 29 províncies, i Moldàvia, Transsilvània i Valàquia n'eren estats vassalls.
L'imperi va ser al centre de les interaccions entre l'est i l'oest durant sis segles. Amb Constantinoble (Istanbul) com la ciutat capital i el territori que sota Solimà el Magnífic es va conquerir, corresponent aproximadament a les terres governades per Justinià el Gran 1.000 anys enrere, l'Imperi Otomà era, en molts aspectes, el successor islàmic dels antics imperis clàssics. En va adoptar nombrosos trets i tradicions culturals (en camps com l'arquitectura, la cuina, el lleure i el govern), que els otomans van reelaborar en noves formes. Aquests trets culturals, més tard, van ser barrejats amb les característiques dels grups ètnics i religiosos que vivien dins dels territoris otomans, i crearen una nova i particular identitat cultural otomana.

## Origen
Les primeres entrades de tribus turques a la regió que posteriorment seria l'Imperi Otomà es produeixen en l'àmbit militar, quan els exèrcits del Califat Abbàssida van necessitar soldats. Per això, van recórrer als territoris fronterers reclutant la població. Dins del Califat Abbàssida, ja pot apreciar-se com els turcs van escalant posicions en l'exèrcit i l'administració. La lenta penetració de tribus turques en aquesta zona va prendre dues formes: la lenta ocupació del territori pels grups tribals i la lluita contra l'Imperi Romà d'Orient, que havia dominat aquesta regió durant molt de temps.
Com a conseqüència de la seva penetració lenta però ininterrompuda, van sorgir diversos poders polítics turcs en aquesta zona. Un d'aquests va ser conegut com a Soldanat de Rum, fundat per un membre de la família seljúcida, que es va donar a si mateix el títol de soldà poc després de la batalla de Mantziciert (1071) que va obrir als turcs les portes d'Anatòlia. Aquest soldanat va sobreviure a múltiples contingències (rivalitat d'altres poders locals, els romans d'Orient, la primera croada, els znaguís i ayyubís de Síria), però no va poder fer res per detenir la marea mongol. El 1243, un cos de l'exèrcit manat per Batu, el kan de l'Horda d'Or, va sotmetre el soldanat a la sobirania mongola. A partir de llavors, el poder del soldà es va eclipsar davant de la dominació exercida pels mongols i l'aparició de petits principats independents regits per capitosts locals.
El beilicat d'Osman (embrió del futur estat otomà) era el més petit i insignificant dels principats turcmans que havien sorgit de les ruïnes de l'Imperi Romà d'Orient i el Soldanat de Rum. Tanmateix, el rei Osman I (1300-1324) es va independitzar dels seljúcides i va iniciar una política d'expansió. Per a això, comptava amb un conjunt de nòmades turcmans, encara organitzats en tribus, que havien participat en el moviment dels gazi, 'els guardians de la fe'. Va obtenir-ne bons resultats i el seu senyor seljúcida li va concedir el govern d'un beilicat, i la fama d'Osman (Uthmān, Utman, عُثمَان, d'aquí ve el nom d'Imperi Otomà) va atreure molta gent al seu territori.

## Expansió
El seu primer governant otomà ben documentat és Orhan, fill d'Osman I. El 1326 els otomans conqueriren, Bursa que convertiren en la seva capital. Orhan arrabassà a l'emperador Andrònic Nicea, İzniq, İzmid i Nicomèdia i s'emparà de diversos principats d'Anatòlia; així, guanyà la sortida a la mar Egea i inicià les incursions marítimes a les costes europees, on conquerí definitivament Gal·lípoli, el 1354.
El 1361 Murat I va conquerir Adrianòpolis que va passar a ser la principal base dels otomans a Europa. Per defensar Europa de l'amenaça turca, el papa va proclamar una butlla cridant d'una manera formal a la croada cap al 1366, que va ser un fracàs en «la ruta dels serbis». Els otomans van seguir la política islàmica tradicional de tolerància cap als dhimma, o 'gent del llibre', que tenien dret de protecció sobre les seves vides, propietats i creences religioses sempre que acceptessin un govern musulmà i paguessin els tributs (cizye) que els eximien del servei militar. Per això, no es va fer cap esforç per a la conversió en massa de la població.i inicià una sèrie de campanyes militars que posaren la totalitat dels Balcans des de la batalla del riu Maritsa que marca el començament de la llarga història de les Guerres serbo-otomanes propicià la captura de les ciutats de Drama, Kavala i Serres, de manera que Macedònia i parts de Grècia van caure sota poder de l'Imperi Otomà, que va exigir un tribut, o el servei militar a la resta dels prínceps serbis, i el 1389 va tenir lloc la batalla de Kosovo Polje en la qual les forces sèrbies van ser de nou aniquilades, i ja foren incapaces de recuperar-se, caient definitivament sota control otomà. El 1385, Bulgària es va revoltar contra Ivan Šišman II, vassall aleshores del sultà. Ivan Stratsimir no el va ajudar, sinó que es va apoderar de Sofia per a si mateix; el 1388, va reconèixer la sobirania del soldà; els otomans van annexionar el 1393 Veliko Tàrnovo. També foren ocupats els despotats de Dobrudja, Prílep i Velbazhd. El principat de Vidin va restar com a estat vassall, però el 1396 una revolta fracassada dugué a l'annexió i fou convertida en sandjak del begleberlik de Rumèlia, i esdevingué base per a expedicions a Valàquia, el Regne d'Hongria i l'Arxiducat d'Àustria.

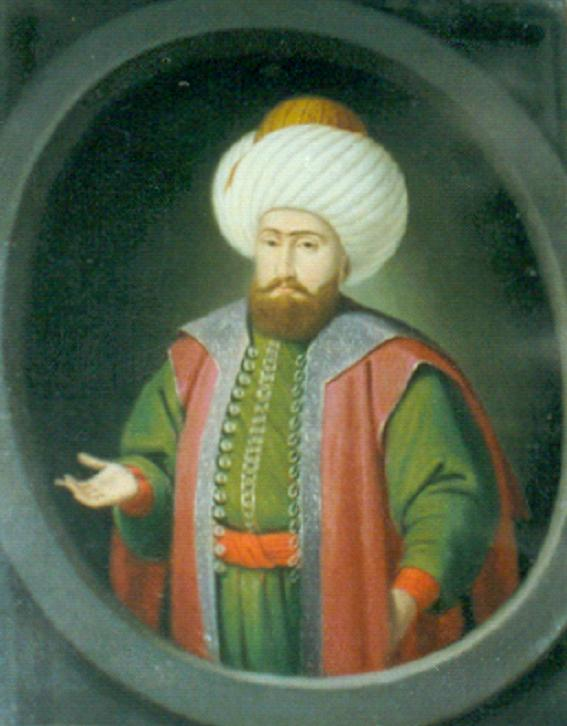
Murat I al Manyal Palace Museum

Murat va nomenar el primer visir de l'Imperi Otomà: Kara Halil Paşa, dels Candarli, família que va monopolitzar el lloc durant el segle següent. L'emperador romà d'Orient es va comprometre a pagar tribut regularment als otomans i a enviar contingents militars per al seu exèrcit, a causa del fet que no podien enfrontar-se a la pressió turca sobre Constantinoble. Va ser un dels soldans més importants de l'Imperi Otomà per la seva triomfal campanya militar a Tràcia i als Balcans, que va acompanyar amb tacte i prudència pactant amb l'Església Ortodoxa. També va ser el primer a ser nomenat soldà, ja que els anteriors ostentaven el títol d'emirs. L'organització del naixent imperi dividí el territori en sangaqs ('banderes') i obligà els nous súbdits a un impost tributari i a participar en la infanteria i la cavalleria genísser, una peça clau en el desenvolupament posterior de l'imperi.

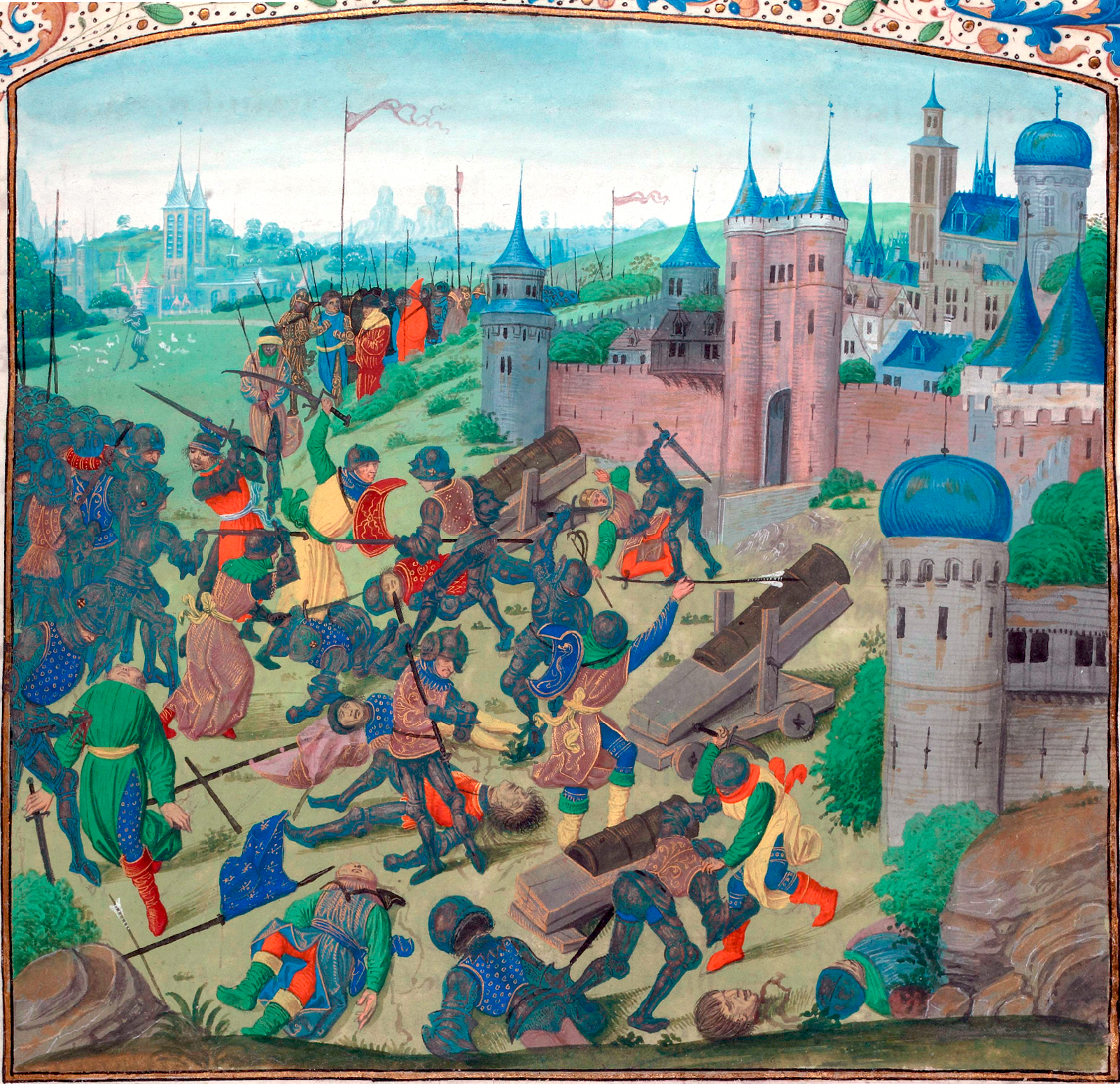
Representació del final de la Batalla de Nicòpolis

Les amenaces es multiplicaven, i al seu veí Karamar es va unir l'expansió mongola de Tamerlà. Va ser en la decisiva batalla de Kosovo Polje (1389) quan la victòria otomana va permetre realitzar noves conquestes al sud del Danubi; va acabar amb l'última defensa organitzada a l'àrea dels Balcans i va deixar Hongria com a únic oponent seriós al sud-est d'Europa. En aquesta batalla, un pres serbi va assassinar Murat I (l'únic soldà mort en una batalla), i el va succeir el seu fill Baiazet I (1389-1402), que es refermà en la victòria.
Per a evitar possibles lluites pel tron, va ser aquest el primer soldà que va matar tots els seus germans, pràctica comuna a partir d'aquest moment i que institucionalitzaria Fatih Sultan Mehmet. Els esforços de Baiazet van ser encaminats a conquerir l'oest d'Anatòlia, la qual cosa va aconseguir el 1390. Sis anys més tard, es va enfrontar a una croada que va finalitzar amb una aclaparadora victòria dels geníssers en la Batalla de Nicòpolis (1396). L'exèrcit otomà va arribar fins als murs de Constantinoble, però els otomans van abandonar la ciutat per enfrontar-se amb una nova amenaça.
Els problemes amb els veïns turcmans, sobretot amb Karaman, el principat turc més fort d'Àsia Menor, va obligar el soldà a combatre a l'est. El resultat va ser l'annexió d'aquests petits estats fins que l'oest va tornar a reclamar l'atenció de Baiazet. Moltes de les zones ja conquerides es van voler alliberar del poder otomà, però el soldà va reconquerir ràpidament el que s'havia perdut i va continuar endavant: van irrompre a Estíria, van ocupar Grècia i el 1397 van dur a terme la conquesta d'Atenes. Es van dirigir llavors cap a l'est, on es van trobar amb un enemic molt més poderós: Tamerlà. El 1402, Tamerlà va guanyar la batalla d'Ankara, la qual cosa va suposar l'enfonsament de l'hegemonia otomana a l'Àsia Menor. Els otomans es van reconèixer vassalls de Tamerlà i Baiazet va trobar la mort a la presó el 1403.

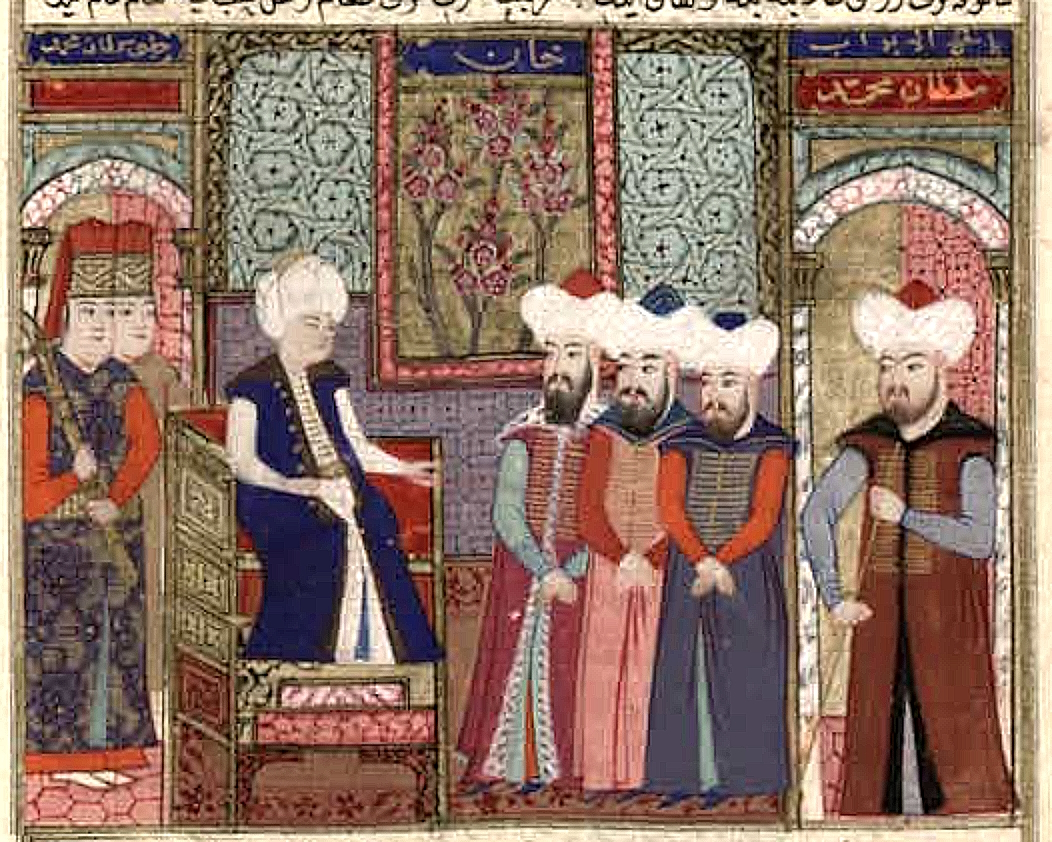
Mehmet I i els seus consellers

L'autoritat otomana va entrar en crisi durant onze anys. Tamerlà va morir el 1405 i tres dels fills de Baiazet que van quedar vius després de la batalla es repartien, cap al 1410, les regions romanents de l'imperi i van començar a lluitar entre ells. El major, Süleyman Çelebi, governava el nord de Grècia, Bulgària i Tràcia. El seu germà Isa Çelebi governava Grècia i la part més occidental d'Anatòlia, però, aquest últim va ser enderrocat pel seu mig-germà petit Mehmet Çelebi i expulsat de la seva capital a Bursa el 1404. Süleyman aprofitar l'ocasió per apoderar-se també del sud de Grècia, mentre Mehmet regia Anatòlia.
Mehmet va enviar al seu germà petit Musa a travessar el mar Negre amb un gran exèrcit i va envair Bulgària des de Valàquia, i Süleyman va haver de tornar a Europa (1409). Esteve Lazarević va abandonar Süleyman i va donar suport a Musa. Amb el suport romà d'Orient (casant amb una princesa dels Paleòleg) Süleyman va derrotar Musa dues vegades el 1410 però finalment, després de patir nombroses desercions, es va veure forçat a retirar-se al sud de Grècia i fou capturat per Musa a Doghandjilar, al costat d'Adrianòpolis (Edirne), i executat el 17 de febrer de 1411. Musa es va proclamar llavors sultà i Mehmed va enfurir, enviant un petit exèrcit a Gal·lípoli, on va ser derrotat. Davant aquesta circumstància, Mehmet es va aliar amb Manuel II Paleòleg, que pel tractat de Gal·lípoli signat amb Süleyman, van poder recuperar Tessalònica i bona part del Peloponès, i tres anys més tard va enviar un exèrcit que va derrotar completament a Musa a Kamerlu, Sèrbia. Després d'aquesta victòria, va ser fàcil per Mehmed enderrocar Musa, el seu últim germà que estava a Grècia, i convertir-se en Sultà. Amb aquest soldà i, sobretot amb Murat II (1421-1451), el govern otomà va tornar a recuperar la unitat. Com que Mehmet havia vençut gràcies al suport de l'aristocràcia turca, se li va donar èmfasi al passat turc de la dinastia regnant, i per primera vegada es van encarregar unes cròniques de la seva història. Va donar prioritat a potenciar el comerç amb els països europeus i va signar un tractat amb Venècia el 1416. La infanteria genísser va quedar com a guàrdia personal del soldà, i l'aristocràcia va tornar a controlar la seva quota de poder. El seu exèrcit va travessar el Bòsfor, va prendre Edirne i va començar el primer dels grans setges a Constantinoble (1422), no tant per conquerir-la, sinó per castigar els romans d'Orient per la seva deslleialtat en haver donat suport als rivals del soldà.
A més d'això, Murat va desenvolupar el famós sistema del devhirme, amb el qual reclutava periòdicament els millors joves cristians de les províncies dels Balcans per convertir-los a l'islam, amb la finalitat de donar el seu servei a l'imperi per tota la vida. A aquests, se'ls va afavorir al principi perquè adquirissin poder, i així equilibressin el poder que acumulava l'aristocràcia turca. Després de la signatura de dos tractats de pau, Murat va cedir el tron voluntàriament al seu fill Mehmet, de la joventut del qual van intentar aprofitar-se els seus enemics. Volent treure partit de la situació, es va fer una crida a una croada per expulsar els otomans d'Europa; semblava que ho anaven a aconseguir, però Mehmet va cedir el tron una altra vegada al seu pare, que amb els seus exèrcits va aconseguir una devastadora victòria en la batalla de Varna. Després d'això, l'Imperi Otomà va establir un control directe sobre Macedònia, Tràcia, Bulgària i gran part de Grècia.

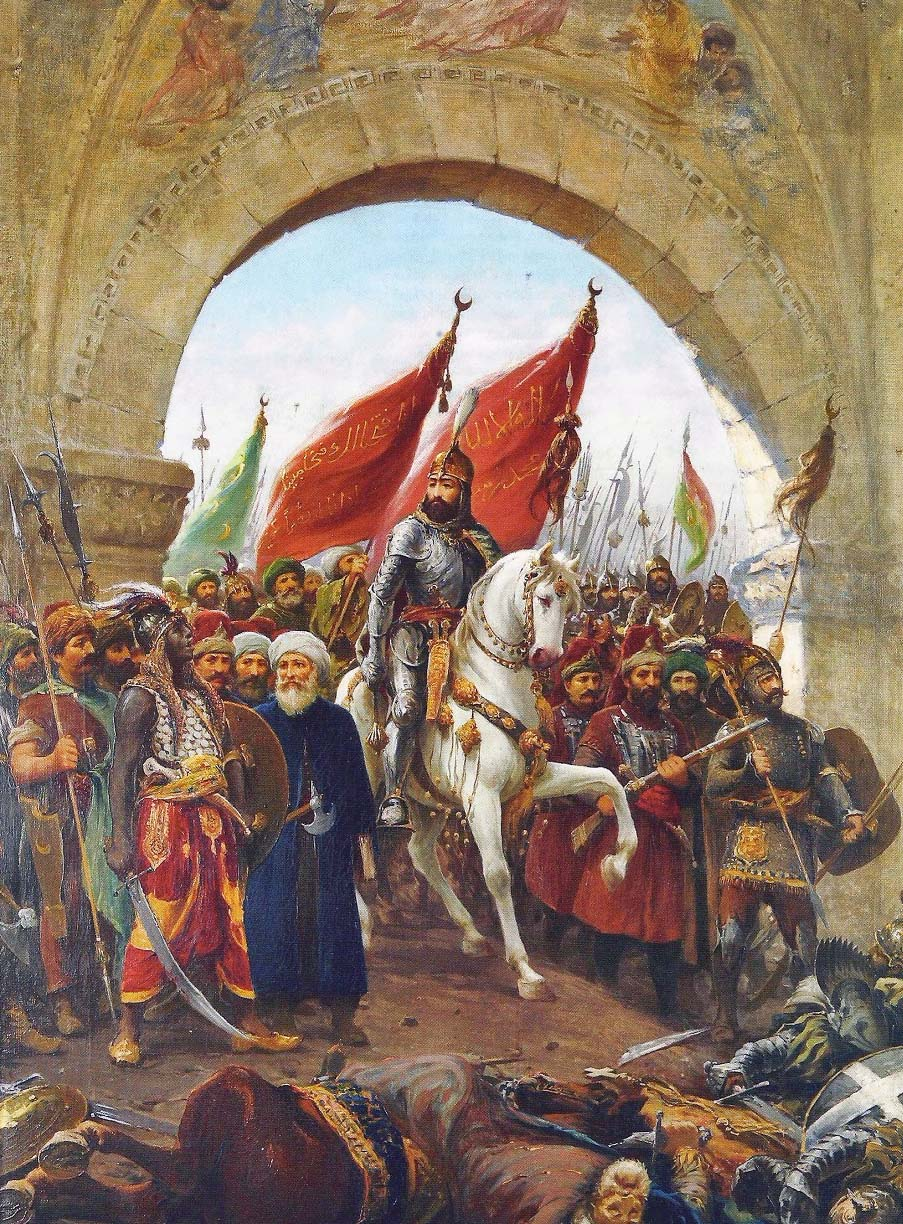
Mehmet II entra a Constantinoble

Mehmet el Conqueridor (1451-1481) es va recolzar en el devhirme durant el seu govern, pel fet que necessitava una victòria militar per plantar cara a l'oposició, liderada pel seu propi gran visir, Candarli Halil. El famós setge (6 d'abril - 29 de maig del 1453) i la conquesta de la Constantinoble de l'emperador Constantí XI va suposar el principi del final de la influència de l'aristocràcia turca. A poc a poc, els otomans es van anar apoderant de totes les poblacions properes a la ciutat, i davant del temor a una invasió, l'emperador romà d'Orient va demanar ajuda als regnes europeus, però pocs van acudir a la seva crida. El 29 de maig del 1453, els geníssers van entrar a la ciutat després d'un sagnant setge de 8 setmanes. La caiguda de Constantinoble va posar fi a l'Imperi Romà d'Orient i va consolidar el gran Imperi Otomà, que va traslladar la seva capital a Constantinoble, a partir d'aquest moment anomenada Istanbul. Després d'aquesta victòria, Bòsnia i Sèrbia van passar a ser províncies otomanes i, Albània, després de sufocar la revolta de Skanderbeg, va quedar incorporada a l'imperi el 1468. Arriba fins a Itàlia, i per fi els venecians reconeixen la sobirania otomana i els paguen un tribut. També els mamelucs deixen de ser un enemic, ja que la seva decadència interna no els permet dur a terme l'enfrontament entre els dos imperis més importants del Pròxim Orient.

Situació política a l'est del Mediterrani el 1450

Per evitar la desintegració de l'imperi com els havia ocorregut als estats turcs, que dividien l'imperi entre diversos successors, Mehmet i als seus descendents van establir el principi d'indivisibilitat del poder, amb tots els membres de la classe dirigent subjectes a la voluntat del governant. Es va establir el principi, que seguirien tots els governants fins al segle xvii, d'executar tots els germans immediats a fi d'eliminar les disputes dinàstiques. Com a governant, el pare elegia el més capaç entre els seus fills. Finalment, Mehmet va començar el procés pel qual aquestes disposicions van ser codificades en el Kanunname, tasca acabada per Solimà I el Magnífic. L'actuació econòmica, tanmateix, va resultar desastrosa al final, ja que els impostos i la inflació provocaven cada dia major descontentament en la societat. Tot això va desembocar en una guerra civil i, a la mort de Fatih, els problemes i les crítiques a l'administració es van aguditzar encara més.

## Després de la conquesta de Constantinoble

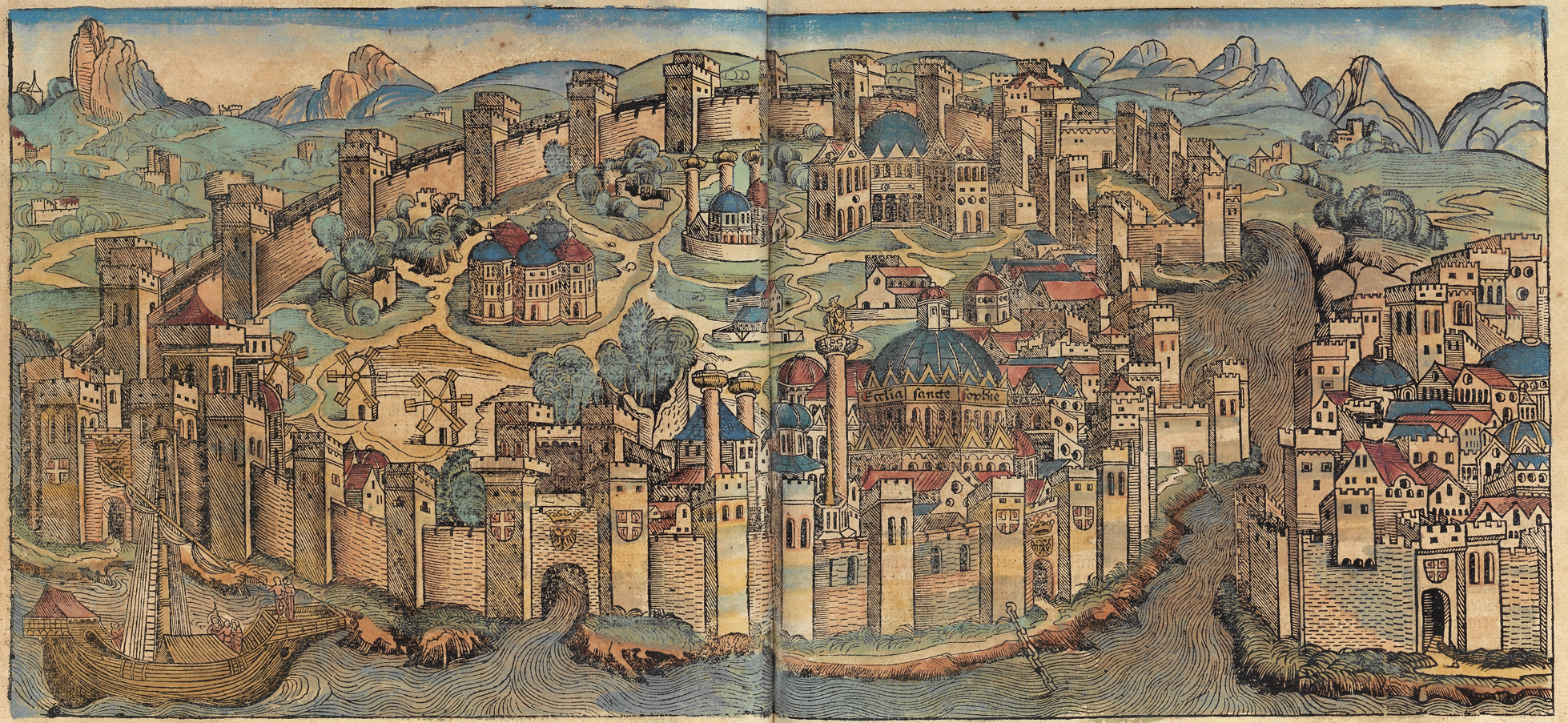
Dibuix de Constantinoble del 1493 a les Cròniques de Nuremberg

Mehmet va morir enverinat pel seu metge Yakup Paşa, que portava treballant per als venecians des de feia temps i que va ser linxat pels geníssers. Per evitar una situació d'enfrontament entre els dos fills de Mehmet, el sadrazam els va enviar missatges comunicant-los que qui hi arribés primer seria el soldà. El seu enemic, Ishak Paşa, va matar el missatger de Gem, el favorit de tots, per la qual cosa Baiazet va aconseguir el tron. El sadrazam va ser linxat i Ishak Paşa fou nomenat nou gran visir. Els geníssers també van saquejar tota la ciutat aprofitant-se del poder adquirit, ja que cada vegada eren més incontrolables.

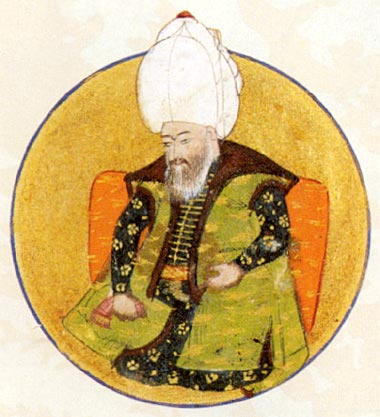
Baiazet II en una miniatura al palau de Topkapı

Li succeí el seu fill Baiazet II (1481-1512), el període del qual pot considerar-se com un temps d'assossec per a l'imperi, en el qual es van consolidar les accions de Mehmet i es van resoldre les reaccions econòmiques i socials que havia causat la seva política interna. Les relacions amb l'exterior es van caracteritzar per la prudència, a causa sobretot dels problemes interns que havia deixat el seu pare. A més, va haver d'enfrontar-se a la revolta promoguda pel seu germà Gem, que es va instal·lar a la ciutat de Bursa i es va proclamar padişah. Amb un augment de sou, va aconseguir el suport dels geníssers, però va ser derrotat en una batalla contra el seu germà i va haver de retirar-se a Egipte. El segon intent no li va anar millor, per la qual cosa va decidir quedar-se a l'illa de Rodes (1495).
La primera decisió de Baiazet va ser anul·lar la reforma agrícola que havia realitzat el seu pare, tornant terres als seus antics amos, terratinents i sobretot religiosos. Una vegada fet això, va eliminar els alts càrrecs del devhirme per crear un equilibri entre aquests i l'aristocràcia turca, cosa que va aconseguir i va mantenir fins a la seva mort. Va reorganitzar l'estructura fiscal i va establir un nou sistema d'impostos, més suportable per als súbdits. Sota la influència dels ulemes, Baiazet va lluitar contra la influència europeïtzant i es va adherir a l'islam ortodox, en lluita contra la proliferació del xiisme. Se'l considera un integrista ortodox i, tot i així, va permetre l'afluència massiva dels jueus expulsats d'Espanya i d'altres parts d'Europa.
Baiazet va tenir vuit fills, i la lluita per la successió es feia cada dia més latent. Va voler enganyar els seus fills per matar-los a tots menys un, però tres d'ells no es van deixar enganyar. Efectivament, va desencadenar al final una lluita per la successió. Obligat pels geníssers, va haver de cedir que el seu fill Selim fos el seu successor, i enfrontar-se a aquest davant de les seves exigències perquè abdiqués en el seu favor. L'altre candidat, Ahmed, es va casar amb una filla del xa de Pèrsia. A causa de l'alçament dels geníssers, Baiazet es va veure obligat a cedir el tron a Selim I el 1512.

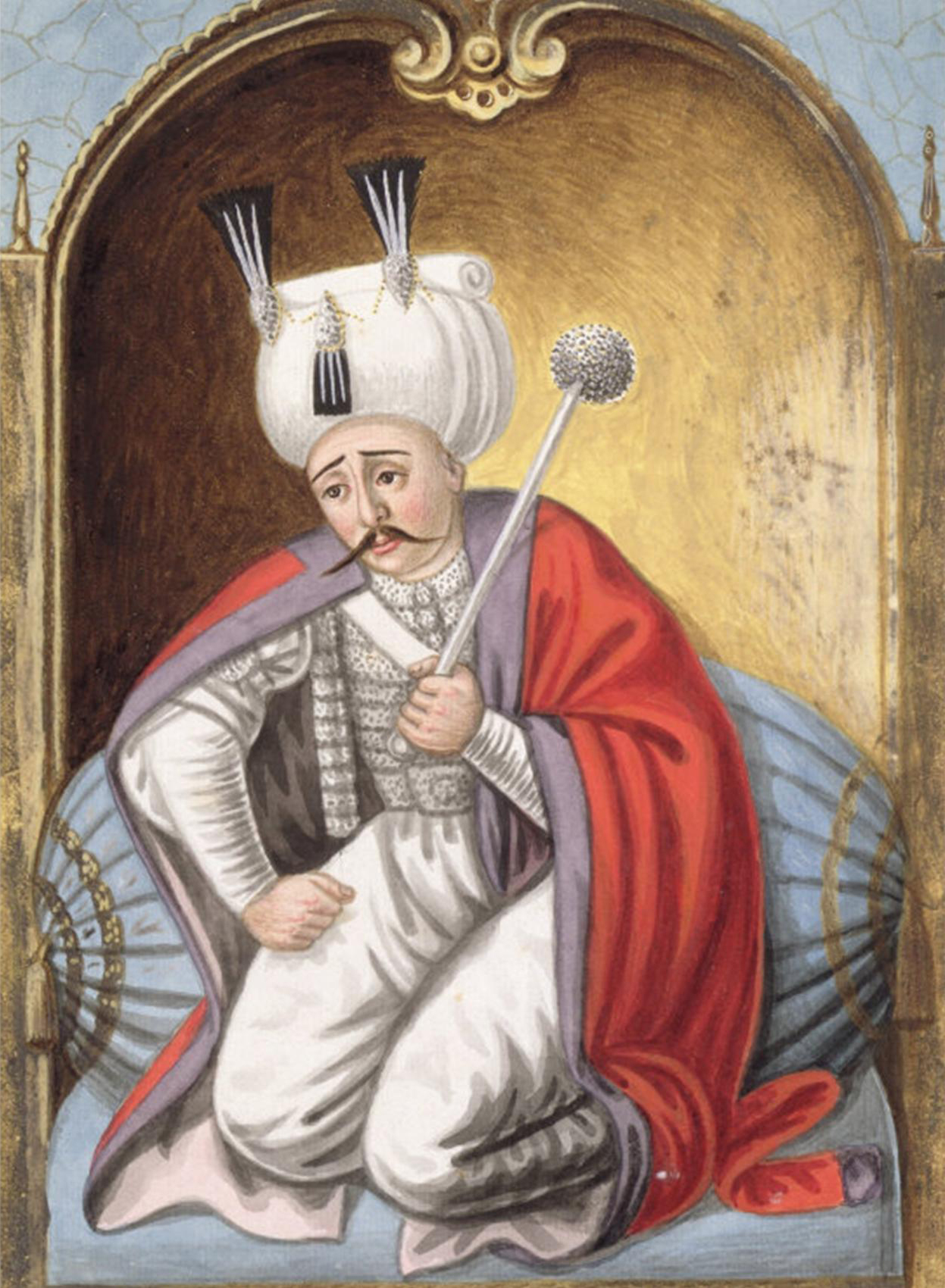
Retrat de Selim el Cruel pintat per John Young

Selim I (1512-1520) era un home d'estat coherent, organitzador i un extraordinari dirigent. Va manar eliminar els seus germans i cosins després de la mort del seu pare, per la qual cosa va rebre el sobrenom del Cruel. El primer objectiu que es va imposar va ser consolidar l'estat i es va dirigir cap a l'est, contra els xiïtes de l'Iran. Va guanyar la batalla de Çaldiran després d'una llarga campanya, però no va acabar definitivament amb l'amenaça. Selim va ser un fervent sunnita i va manar aniquilar molts xiïtes d'Anatòlia. La segona expedició de Selim va ser el 1516, aquesta vegada contra els mamelucs d'Egipte. Primer es va dirigir a Síria, on els dos exèrcits es van enfrontar a prop d'Alep. Després d'aquesta victòria aclaparadora dels otomans, aquests van baixar a Egipte i el van conquerir també. El califa Mütevekkil III va caure presoner dels otomans el 1517 i el califa mameluc va haver de cedir el seu títol. Va aconseguir, així mateix, arribar a l'Aràbia i conquerir La Meca i Medina. El 1519 la regència d'Alger de Khair ed-Din Barba-rossa també es va adherir a l'exèrcit del Gran Senyor. Selim I va morir el 1520. El succeí el seu únic fill Solimà I el Magnífic (1520-1566), que va seguir els passos del seu pare i consolidà encara més la pau i l'estabilitat interior. D'aquesta manera, l'Imperi Otomà va assolir la seva màxima extensió geogràfica, que duraria fins al 1683.
El successor de Solimà va ser el fill que va tenir amb la seva esposa favorita Hürrem Sultan, Selim II (1566-1574), que va cometre l'error d'atacar l'illa de Xipre i va patir la primera derrota otomana a Europa en la batalla de Lepant, el 1571. Després de la victòria els espanyols van prendre als otomans Tunis i Bizerta, però la contraofensiva turca va aconseguir recuperar Tunis i La Goleta, plaça fortament defensada el 1574 de manera que tot el Magreb central i oriental estava en mans otomanes.
En morir Selim, el seu fill Murat III (1574-1595) va pujar al tron. A partir d'aquest soldanat, va créixer la influència de l'harem en les decisions del govern. Murat III es va dedicar a la bona vida i als plaers de l'harem, igual com el seu successor Mehmet III (1595-1603), deixant tot el poder a les mans del Gran Visir. L'anarquia i inseguretat regnaven en tot l'estat, i dins de l'exèrcit va augmentar l'enemistat entre geníssers i sipais, el cos de cavalleria de l'exèrcit otomà. Quan mor el soldà, el seu fill Ahmet és molt jove, i s'inicia el «sultanat de les dones».

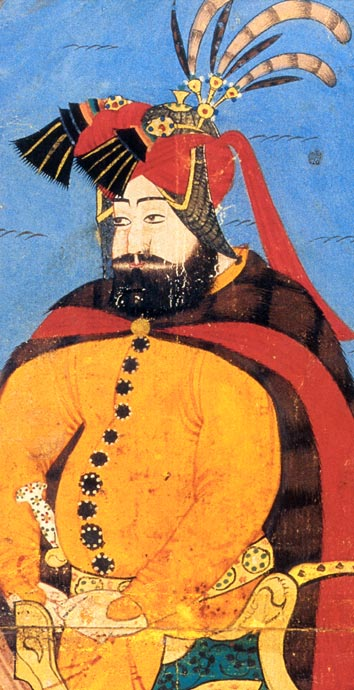
Murat IV cavalcant cap a Bagdad

El segle xvii, sota els soldanats d'Osman II i Murat IV, va ser una època tràgica. Osman II (1617-1622) va ser el sobirà més culte de tota la dinastia. Sabia que una reforma era necessària, amb la qual venceria els poders fàctics establerts. Els geníssers, en tenir notícia d'això, van assassinar els alts càrrecs a les seves pròpies cases, per la qual cosa el soldà va haver-hi de cedir. Malgrat tot, no es va deslliurar de ser assassinat a mans dels geníssers. Van nomenar Murat IV (1623-1640) com a nou dirigent de l'imperi. Va aconseguir fer alguna reforma en l'administració però, quan va morir, l'estat va quedar sense dirigents i es va estendre un buit de poder per l'imperi durant 20 anys. El soldà Ibrahim I (1640-1648) va succeir Murat IV i és considerat el pitjor padişah de la dinastia otomana. Va anul·lar el que havia aconseguit Murat IV, i provocà una corrupció generalitzada i desmesurada.

## Organització
Interiorment, els otomans organitzaren el seu imperi no segons el principi territorial, sinó pel principi poblacional. D'aquesta manera, l'imperi fou repartit entre musulmans, cristians ortodoxos, jueus, zoroastrians, etcètera, cadascun dels quals formava un millet amb la seva pròpia autoritat a càrrec. La noblesa otomana estava per sobre dels raiyeh (literalment, el 'ramat'), però no va tenir càrrecs en el govern sinó fins que la seva pressió obligà Solimà el Magnífic a admetre'ls, a mitjan segle xvi. L'administració otomana estava en mans d'una Casa d'Esclaus, que era reclutada entre els no musulmans, i educada des de la infància per a ocupar càrrecs directius. Fins i tot el visir del soldà era un simple esclau, que d'un moment a l'altre podia ser desposseït dels béns i la vida.

## Decadència
La decadència otomana començà després de la mort de Solimà el Magnífic, el 1566. Una sèrie de governants ineficaços feren florir les intrigues de palau, fins que l'acció combinada del soldà Murad IV i de la Casa de Koprulu motivà una intensa reforma administrativa.
La derrota en el setge de Belgrad el 1456 i en el setge de Viena el 1529 va aturar l'avanç de l'Imperi Otomà cap a l'Europa catòlica durant uns anys, fins que Selim II ataca diversos ports de la República de Venècia i, per aturar les accions, es va formar la Lliga Santa (1571), contra la qual l'imperi fou derrotat a les costes del Peloponès el 1571, en la batalla de Lepant. No obstant això, l'Imperi Otomà sofrí un altre seriós revés quan va comprometre tots els seus recursos en un nou assalt a Viena, que fracassà el 1683, gràcies a l'heroica resistència dels polonesos.
A partir de llavors, els otomans descobriren que el seu poder militar (basat en la disciplina de la infanteria de geníssers i la cavalleria de sipahis) estava naufragant, i resolgueren obrir-se a la diplomàcia occidental. D'aquesta manera, els comerciants cristians de Constantinoble (els fanariotes) s'obrien pas dins l'administració otomana. Aquest procés durà tot el segle xviii, però motivà el sorgiment de la Gran Idea de reemplaçar l'Imperi Otomà per un Imperi grec. Els grecs s'alçaren en armes al començament del segle xix i n'obtingueren la seva independència el 1823, però mai no arribaren a aconseguir la Gran Idea. Els otomans es tornaren més fanàticament musulmans que mai, i es van embullar irremissiblement en el joc polític de les potències colonials d'Occident, al mateix temps que sobrevivia a les revoltes que els seus propis joves oficials, educats en l'art de la guerra occidental, promovien en nom d'aquests mateixos valors occidentals que havien rebut. L'«home malalt d'Europa», com es qualificà l'imperi, sobrevisqué encara tres quarts de segle més, gràcies al suport d'Anglaterra (que necessitava els otomans per a contrarestar les ambicions de Rússia d'arribar a la mar Mediterrània). Això no impedí que els otomans perdessin virtualment l'administració d'Egipte, al mateix temps que els pobles cristians dels Balcans (Sèrbia, Croàcia, Bulgària i Romania) se n'anessin independitzant l'un darrere l'altre.
L'estat otomà era una màquina militar conduïda entre el 1300 i 1566 per una sèrie de deu monarques fora del comú. La gran habilitat i força demostrada pels soldans a partir d'Osman (m 1326) a Solimà (m 1566) són el resultat de dues tradicions: donar als joves prínceps otomans responsabilitats i permetre la successió d'acord amb el principi de «la supervivència del més fort». Igualment notable és la sèrie de monarques incompetents que van acompanyar i van contribuir al gradual declivi de l'Imperi Otomà. L'ascensió d'aquests monarques incompetents, freqüents durant el segle xvi, s'atribueix al canvi d'aquestes dues tradicions. Després d'Ahmet I (m 1617), no se'ls va tornar a donar als prínceps llocs de responsabilitat; al contrari, van ser confinats en l'harem, a l'ombra dels luxes i la solitud més que de l'experiència i el repte. Alhora, el costum del fratricidi va ser abandonat i el principi de la «supervivència del més fort» es va canviar pel successor membre baró de més edat de la família reial otomana, el que sortia vencedor de les maniobres del devirme i l'harem.

## Influència d'Europa
Entre les moltes causes de la crisi otomana, figura igualment el desenvolupament econòmic exterior. Durant el període entre 1300 i 1566, l'Imperi Otomà no era només poderós, sinó també pròsper, com ho prova el superàvit anual que es produïa a les seves arques. L'imperi era més o menys econòmicament autosuficient, produïa aliments aparentment il·limitats i matèria primera en abundància que els artesans autòctons usaven en la fabricació de productes per al consum propi i l'exportació. Gràcies al control que mantenia l'imperi en tres continents i diversos mars, s'obtenien així mateix ingressos considerables gràcies al transport, sobretot en la ruta de les espècies i la seda, des del nord-oest travessant Orient Mitjà fins al sud d'Àsia. El declivi econòmic de l'Imperi Otomà després de 1566 era, al principi, només relatiu comparat amb el que estava passant a l'oest d'Europa, on es va produir una revolució industrial i comercial entre els segles xv i xviii que va transformar l'economia feudal europea, cosa que feu que els antiquats gremis desapareguessin d'Europa.
Com gairebé totes les zones en desenvolupament de l'edat mitjana, l'Imperi Otomà no va experimentar aquesta revolució. Al contrari, les seves institucions industrials i comercials no es van moure més enllà de les seves tècniques manuals i l'organització gremial, per la qual cosa no podien competir amb les exportacions europees. Encara que pintoresc, els treballs tradicionals i els basars es van provar cada vegada més arcaics i ineficients, en comparació amb les fàbriques modernes i les companyies comercials.
Amb el pas del temps, el capitalisme dinàmic d'Occident no sols feia semblar més endarrerida l'economia, sinó que realment la va transformar i la va debilitar. La signatura del tractat de les Capitulacions, feta per Solimà el 1535, va donar als francesos el dret de comerciar sense traves dins dels dominis otomans. Encara que aquest tractat no es va fer des d'una posició de debilitat, aquest es va forjar al segle següent, quan l'Imperi Otomà es va trobar en una posició inferior en comparació amb Europa occidental. A més, una inflació en ràpid augment, que es va iniciar a Europa amb el flux de metalls preciosos provinents d'Amèrica, va trastornar l'economia de l'imperi. Posteriorment, les factories occidentals introduïen els seus productes fabricats en massa als territoris otomans, deixant sense vendre la seva pròpia producció artesanal i iniciant el procés que arruïnaria l'economia otomana des de 1750 fins a 1850 i que gairebé va destruir per complet les manufactures, sobretot les tèxtils. L'Imperi Otomà era incapaç de seguir el ritme de creixement econòmic ni d'enfrontar-se amb l'alta inflació europea.
Tot i això, l'imperi va intervenir en la Guerra de Crimea (1853-1856), al costat de França i de la Gran Bretanya, per tal de recuperar influència i evitar l'avanç rus per la mar Negra i els Balcans. La guerra acabarà amb la derrota de Rússia i amb la supervivència «artificial» de l'imperi, però subjectat per grans potències com Alemanya.
Per al segle xviii vegeu: Segle de les Tulipes.

## Final
Se sol considerar que la Qüestió d'Orient s'inicia el 1774, al final de la Guerra russo-turca, que va concloure amb la derrota otomana. Com que a l'època es creia que la desfeta total de l'Imperi Otomà tindria lloc de manera imminent, les potències europees es començaren a disputar els possibles beneficis militars, estratègics i comercials que sorgirien del nou ordre sociopolític a la part oriental d'Europa. L'Imperi Rus suposava que es beneficiaria àmpliament de la derrota otomana. D'altra banda, l'Imperi Austrohongarès i el Regne Unit creien que s'havia de preservar l'imperi per tal de mantenir els seus interessos a la regió i impedir que els russos aconseguissin accés a la mar Mediterrània i quan en 1831 Egipte va envair l'Imperi Otomà, Rússia va donar suport als otomans a canvi del Tractat de Hünkâr İskelesi, amb la garantia que els otomans tancarien l'estret de Dardanels a qualsevol vaixell de guerra estranger si els russos sol·licitaven aquesta acció, i de cedir el domini de Muhàmmad Alí Paixà sobre Síria i Egipte, els termes de l'acord van preocupar enormement la resta de les potències europees.
Finalment, durant la Primera Guerra Mundial, l'Imperi Otomà forma l'anomenada Triple Aliança amb els imperis alemany i austrohongarès. Després de la derrota dels imperis centrals, greument soscavats pel despertar àrab provocat pels britànics amb les gestes de Lawrence d'Aràbia, l'Imperi Otomà es desplomà en l'anarquia. Pel Tractat de Sèvres del 1920, imposat per les potències aliades, restà reduït a la zona europea d'Istanbul i l'asiàtica de l'Anatòlia. El descontentament creixent provocà una revolta militar i l'ascensió al poder del primer president de Turquia, Kemal Atatürk, el qual simplement abolí el soldanat i renuncià a la idea imperial, de manera que la història de l'Imperi Otomà arribà a la fi el 1924.

## Banderes històriques

La primera bandera de l'Imperi Otomà, 1383-1453
Bandera de l'Imperi Otomà, 1453-1517
Bandera de l'Imperi Otomà, 1517-1844
La última bandera de l'Imperi Otomà, 1844 a 1922